# Astroceras pleiades
Astroceras pleiades är en ormstjärneart som beskrevs av Baker 1980. Astroceras pleiades ingår i släktet Astroceras och familjen Euryalidae. Inga underarter finns listade i Catalogue of Life.